# Hooge (Germania)
Hooge è un'isola delle isole Frisone Settentrionali, ed amministrativamente è un comune di 72 abitanti dello Schleswig-Holstein, in Germania.
Appartiene al circondario (Kreis) della Frisia Settentrionale (targa NF) ed è indipendente delle comunità amministrative (Amt).